# Ingy Abdelraouf
Ingy Abdelraouf, née le 16 octobre 1994, est une rameuse égyptienne. 

## Carrière
Elle remporte aux Championnats d'Afrique d'aviron 2015 la médaille de bronze en deux de couple.